# Frielas
Frielas – dawna parafia (freguesia) Loures i jednocześnie miejscowość w Portugalii. W 2011 zamieszkiwało ją 2 171 mieszkańców, na obszarze 5,57 km². Od 2013 należy do parafii Santo António dos Cavaleiros e Frielas.